# The Mad Genius
The Mad Genius is een Amerikaanse horrorfilm uit 1931 onder regie van Michael Curtiz. In Nederland werd de film destijds uitgebracht onder de titel De geniale duivel.

## Verhaal
Een kreupele poppenkastspeler ziet een ballettalent in een mishandelde jongen. Onder zijn hoede groeit de jongen uit tot een succesvol balletdanser. Als hij volwassen wordt, is de jongen verliefd op hetzelfde meisje als de poppenkastspeler.

## Rolverdeling
| Acteur              | Personage              |
| ------------------- | ---------------------- |
| John Barrymore      | Vladimar Ivan Tsarakov |
| Marian Marsh        | Nana Carlova           |
| Charles Butterworth | Karimsky               |
| Donald Cook         | Fedor Ivanoff          |
| Luis Alberni        | Sergei Bankieff        |
| Carmel Myers        | Sonya Preskoya         |
| André Luguet        | Graaf Robert Renaud    |
| Frankie Darro       | Fedor als kind         |